# 吉村秀雄
吉村 秀雄（よしむら ひでお、1922年10月7日 - 1995年3月29日）は、オートバイ部品・用品メーカーヨシムラジャパン創業者。オートバイチューニング技術者。英語で「おやじ」を意味する「POP（ポップ）」あるいは「ポップ吉村」の愛称でも知られる。
車両の製造・販売でなく、性能向上のための加工を行うチューニングをいち早く始め、世界で初めて集合管を開発した。大手メーカーでない事業規模の小さいプライベーターとして活躍し、1970年代当時の耐久レースで「無敵艦隊」と謳われる程の成績を収めていた本田技研工業を相手に勝利するなど、1960年代から1980年代の日本のモーターサイクル発展期において様々な実績を残し、日本人として本田宗一郎と並びAMA殿堂入りを果たした。
以降、個人としての吉村秀雄を指す場合には「吉村」と漢字表記し、ヨシムラモータース、ヨシムラ・コンペティション・モータース、ヨシムラレーシング、YOSHIMURA R&D、ヨシムラジャパンなど、企業名をさす場合には「ヨシムラ」とカタカナ表記をする。

## 生い立ち

### 幼少期
吉村秀雄は筑紫郡那珂村で材木屋を営む父、吉村又平と母フイの間に次男として生まれた。兄、姉、弟の4人兄弟であった。祖父は樵で生計を立てていたが作業中の事故で片脚を切断し、代わって息子の又平が家計を担うこととなるが、村で唯一製材機を導入するなど、事業は繁盛していた。幼少期は二ヵ月半違いの従兄弟である斉（ひとし）と共に遊びやいたずらに明け暮れ、勉強に打ち込むようなことはなかったが成績は優秀であった。小学校高学年になると野球を始め、左利きということもあってピッチャーをつとめた。1930年代の九州では川上哲治のいた熊本工業と福岡工業が野球の名門で、吉村は福岡工業へ進学し野球を続けることを希望していた。しかし、その頃父又平は本業が疎かになるほどに発明に没頭しており、家業は傾きかけていた。700あまりの特許を取得するも大した稼ぎにはならず、家の経済状況悪化のため、吉村は福岡工業への進学を断念して高等小学校へと進学せざるをえなかった。
1936年、高等小学校の卒業が迫るころ、脊振山でフランスの飛行士アンドレ・ジャピーの操縦する飛行機が遭難する事故が発生した。小学生の頃、雑餉隈にあった九州飛行機の工場見学へ行った際に飛行機に関心を持ち、以来空への憧れを抱いていた吉村は、自宅から30キロメートルほど離れていた事故現場まで歩いて見物に向かった。この事故は野球を断念する以前の幼少期に抱いていた空への憧れを甦らせ、海軍飛行予科練習生（通称：予科練）の受験を決意させた。そして、この年の一万数千人の志願者がいた試験を無事突破し、219人の合格者の内の1人となった。

### 予科練時代

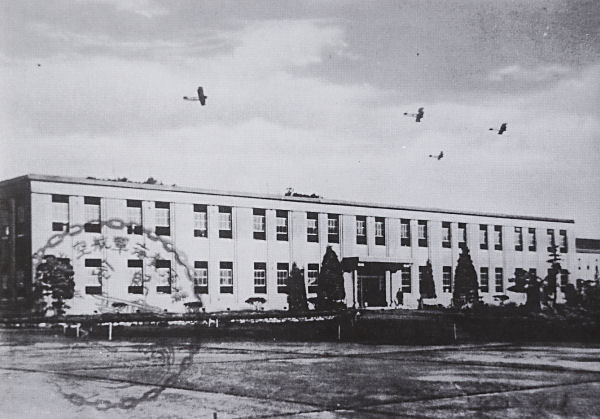
横須賀海軍航空隊庁舎

吉村の在籍していた海軍飛行予科練第八期生は、一班が15歳から16歳の少年たち、15、6名で構成されていた。その中で、14歳8か月と年少の吉村にとって日々行われる体力訓練は過酷なものであったが、訓練での失敗には連帯責任が課せられるため、皆に迷惑をかけまいとこれを必死に耐えた。入隊から一年が経ち、専修過程の選別において吉村は操縦科を選択し、霞ヶ浦海軍航空隊へと移動することとなった。霞ヶ浦での操縦訓練を順調にこなしていた吉村であったが、30時間ほどの訓練を消化した頃、訓練中に搭乗した練習機、三式陸上初歩練習機のエンジンから火災が発生し、緊急離脱を強いられた。高度800メートルから離脱したがパラシュートがうまく機能せず、高度100メートルまで落下したのちにやっとパラシュートは開くが、速度が増した状態での作動に胸部を圧迫し、意識を失った。病院のベッドで意識は取り戻したが肋膜炎を起こしており、病状が安定した後の検査では結核菌が検出され、吉村は予科練を除隊となった。そして、除隊手当て700円を手に帰郷を余儀なくされた。

### 航空機関士として

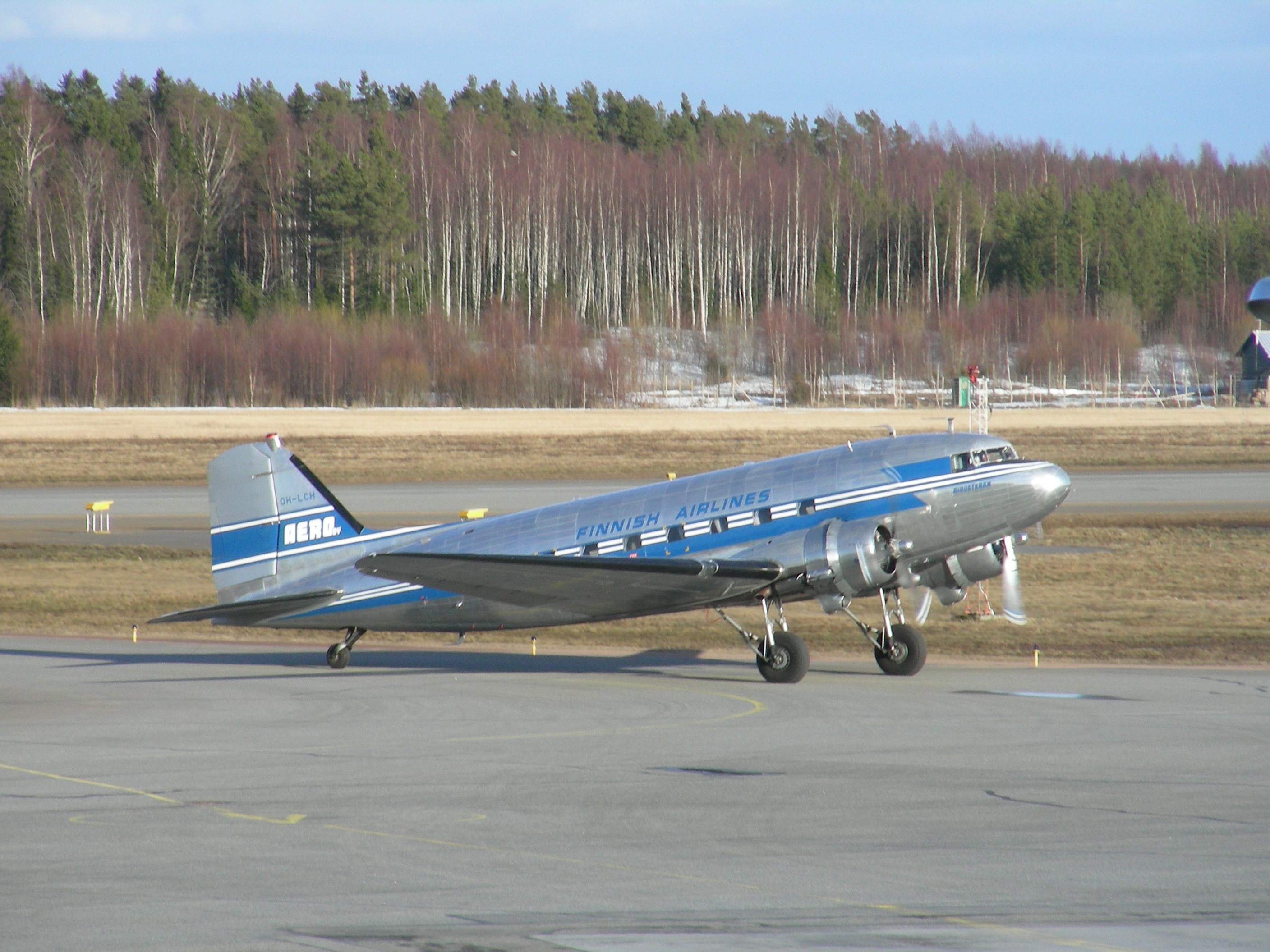
機関士時代に携わっていたDC-3（写真は大日本航空のものではない）

帰郷して2か月ほど療養し、医者から結核の心配もないと診断されると、吉村は操縦士としての道は絶たれても飛行機に関わりたいと考え、福岡市、雁ノ巣飛行場にあった大日本航空福岡支所で整備士として働き始めた。しかし、当時難関であった予科練に合格した実績があるにもかかわらず、日々あてがわれる単純作業に嫌気が差した吉村は、給料の支払われない研究員となる代わりに実務訓練をつみ、独学で国家検定試験を受験して、航空機関士を目指すことを決意した。2年間勉強に専念した結果航空機関士の検定試験に合格、日華航空、満州航空などからも声がかかったが、古巣である大日本航空で航空機関士として働き続けることを選択した。航空機関士免許は9月末に発行されたが、当時年齢制限に満たない18歳であったため一度返却するよう連絡が入り、1941年10月13日、19歳の誕生日を過ぎてから免許証は再び吉村の手元に届いた。日本で398人目の当時最も若い航空機関士であった。

### 戦争体験

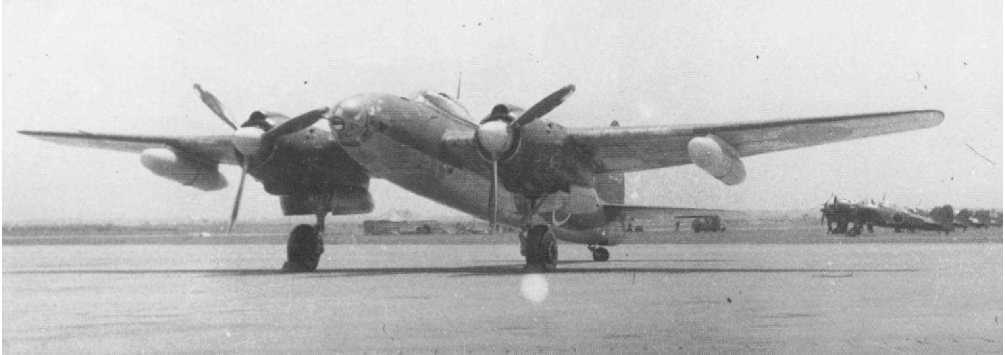
先導の際に搭乗した同型機の銀河

航空機関士として入社後は福岡から沖縄、台湾、北京、上海などを飛び回っていた吉村であったが、1941年12月8日の真珠湾攻撃を境に大日本航空は海軍徴用隊、陸軍徴用隊、大日本航空残留組に三分割され、吉村は日本でしばらく経験をつんだ後、海軍徴用隊として1942年7月にはシンガポールへ派遣されることとなった。シンガポールは比較的安定していたため、現地ではギターを弾いたり、ダンスホールに通う、ハーレーダビッドソンを乗り回すなど余裕のある生活が可能であったが、1943年2月6日、バンコクからサイゴンへの道中、前線であったクェゼリン島で弟、清之が戦死したという一報が吉村のもとに届いた。この頃から不安や恐怖を忘れるために、吉村はたびたび深酒をするようになった。1945年、戦況は悪化の一途をたどり、シンガポールにも危険が及んだため吉村は台北へと移動することとなった。ある夜、海軍参謀に呼び出された吉村は特攻機の夜間飛行を先導するという特殊任務を課せられた。銀河に搭乗し予科練を出たばかりの若者16名あまりを死地へ送り出し、弟や予科練時代の旧友の死を受け、吉村は毎晩酒に溺れるような生活を続けた。その結果、胃腫瘍で大量に吐血し、急遽胃の切除手術を受けることとなった。酒におぼれていた吉村には麻酔が効きにくくなっていたため、ベッドに手足を縛りつけた状態で手術は行われ、胃の3分の2を切除することになった。同期の予科練第八期生219名中、189名は戦死。こうして終戦を迎えた。

### 逮捕歴
終戦直後、シンガポールで暮らしていた吉村は英語が堪能であったため、吉村の周囲には進駐軍のアメリカ兵達が集まるようになっていた。最初のうちは母国にいる家族への土産物などを探して欲しいという注文を受け、それに応えていたが、次第に彼らの要求はウイスキーなどのアルコールへと変わっていった。金銭の代わりに食べ物を要求すると、米兵は軍支給品の缶詰やバター、砂糖、煙草といったものを持ち込み、吉村はこれを闇市で売りさばくことにより多くの利益を得た。吉村は戦時中に結婚しており、妻である直江などは手を引くよう再三忠告するもこれを聞き入れずに闇取引を続けた結果、1946年の年明け間もない頃、吉村のもとにミリタリーポリスが現れた。逮捕された時点で自宅には4tトラック3台分に相当する闇物資が蓄えられていたため、言い逃れはできなかった。1ヵ月ほど留置所で生活した後で釈放はされたが、軍事裁判にかけられ、懲役1年6か月の実刑判決が言い渡された。ちょうどその頃、1946年4月には長女、南海子が誕生していた。日米間に講和条約が結ばれれば刑罰が消滅するため、吉村は入院することによって医師の診断書を手に入れ、家業を行いながら講和条約の締結を待った。しかし講和条約はなかなか締結されなかった。結局まじめに刑期を勤めれば3分の1の期間で出所できるため、吉村は1949年の春、福岡刑務所に入所した。

## 九州時代
予定通りに6か月の刑期を務め終えると吉村は家業へと復帰した。その頃の吉村家は木工所から鉄工所へと事業転換をしており、両親、兄家族、姉家族と吉村の家族の一族総出で炭鉱で用いられるベルトコンベアの継手などの製造を行っていた。1952年、日本航空が業務を再開すると、吉村の下へも復職の声がかかった。飛行機に未練があった吉村ではあったが、今自分が抜けては実家の家業が立ち行かなくなると考え、鉄工所から離れることはできなかった。この頃の吉村は事業は順調であったものの、空虚感を拭いきれずに没頭できるものを求め花札博打にのめり込んでおり、正月ともなると数人の男を呼んでは数日間博打に興じ続けるという状態であった。

### オートバイ屋への転身
しばらくすると吉村のもとには米兵たちが再び集まるようになっていった。今度は酒などを調達するためではなく、航空機の整備に携わっていた吉村の技術力を見込んで、自分たちのオートバイの修理を頼むためであった。シンガポール駐在時にハーレーダビッドソンに乗っていた経験があり、事業の移動手段としてみづほ自動車製作所のキャブトンを利用していた吉村は、国内の炭鉱が次々と閉鎖に追い込まれていく状況を受け、1954年、雑餉隈の工場の片隅でオートバイ屋を始めることにした。吉村の物怖じしない言動と面倒見のよさは客であるアメリカ人達の心をつかみ、評判が広まるにつれて訪れる米兵の数も増えてゆき、まるで本物の父親のように「POP(おやじ)」と呼ばれ、慕われるようになっていった。

### ドラッグレースとの出会い、レース活動の開始
開業して2年が経った頃、1人の米兵が板付基地の補助滑走路で開催されていたゼロヨンのレースに吉村を誘った。キャブトン600で参加した吉村は久しぶりに味わう真剣勝負に魅了され、どうすれば速く走れるのか、エンジンの性能をどう上げられるのかと試行錯誤を始めた。そんな中、代理店業務を行っていたバルコム・モータース、山田次郎の「カムシャフトのベース円を削るとバルブのリフト量が増える」という言葉を受け、愛車BSAゴールデンフラッシュのカムシャフトに加工を施し、テストを繰り返してはドラッグレースに参加するようになっていった。吉村のマシンはゼロヨンで11秒台を記録し、他のマシンより1秒から2秒は速く、強さは圧倒的であった。また、吉村はレースのみならず、KTA（九州タイミング・アソシエーション）というオートバイの組織運営にも協力し、米兵と日本人との親善交流やレースの運営も務めた。安全運転講習を行うなど地域社会に対する貢献が評価され、板付基地の司令官から表彰されることもあった。
1955年、全日本オートバイ耐久ロードレースが初開催。1958年、アマチュアライダーを対象にした全日本モーターサイクル・クラブマンロードレースが初開催。1961年、ホンダがロードレース世界選手権125cc・250cc両クラス制覇。1962年、日本で初めて本格的なサーキットである鈴鹿サーキットが完成と、モータースポーツに対する関心が年々高まる中、「速いマシンを作る男が九州にいる」という評判が広まると、吉村のもとには多くの人が集まりだした。後に2輪と4輪のレースで活躍する高武富久美や永松邦臣もその1人であった。なお、この頃吉村は全日本モーターサイクルクラブマンレースを九州で開催するため、同協会で理事を務める酒井文人へ直訴を行うなど誘致に尽力し、1962年には第5回大会を雁ノ巣で開催することに成功した。地元で開催されるにあたり吉村本人もBSA・650ゴールデンフラッシュで参加し、トップを快走するものの6周目に転倒。脳震とうを起こし、これ以後ライダーとしてはロードレースから身を引くこととなった。
ヨシムラモータースは全日本モーターサイクル・クラブマンロードレースに参戦し、各地で好成績を納めたものの、この頃には進駐軍が板付基地からの撤退を決定。ホームであった板付基地や雁ノ巣飛行場でのレース活動が下火になっていくことは目に見えていたため、何らかの対応が必要であった。吉村には2つの考えがあり、1つはこのまま日本のロードレースの発展と共に活動拠点を東京へ移すこと。立川基地や横田基地には懇意にしていた多くの米兵たちが板付基地から転属になっていたため、当面の仕事に事欠かないという考えもあった。もう1つはアメリカへ帰国していった米兵たちの要望に応えて共にアメリカでレース活動を行うことであった。
結局、吉村は日本でやり残した事がまだあると判断し、ひとまずアメリカ進出を先送りし、東京へ進出することを決定。九州での活動の総決算として1964年に開催されたMFJ鈴鹿18時間耐久レースへ参加することを決めた。出場マシンはホンダ・CB72・CB77・登録ライダーはCB72が高武富久美・倉留福生・渡辺親雄。CB77は松本明・青木一夫・安部田宏一であった。予選走行中にCB77に乗る安部田が転倒を喫しマシンが大破、マシンの修復と緒方政治へライダーを変更するなどトラブルに見舞われはしたもののレースではホンダやヤマハを相手に互角に渡り合った。高武・倉留・渡辺組は終了およそ2時間前までトップを快走していたもののバルブコッターが破損しリタイア。しかし、トップを争っていたホンダもエンジントラブルに見舞われそのままリタイアし、優勝は松本・青木・安部田組が手にすることとなった。
こうして着実に実績を積んでいく吉村の評価は不動のものとなり、仕事の依頼も増えていった。クラブマンロードレース誘致の際に掛け合った酒井文人からはチューニングに関する記事の執筆を依頼され、吉村はこれを快諾し『月刊モーターサイクリスト』誌の1965年2月号から4月号に「私のチューニングアップ」という記事が掲載された。また、1967年4月号から8月号には「四サイクルのチューニング - CBチューニング」という連載記事が掲載され、これらの連載はチューニングという行為が一般的でなかった時代に大きな反響を呼び、CB72開発陣も参考にするほどの傑出した内容であった。
そして、鈴鹿18時間耐久レースで競い合ったホンダからは、翌年新設される市販車ベースによるジュニア・クラスでのマシンの開発の依頼が届いた。当時のホンダは1962年には四輪の開発を開始し、1964年からのF1参戦を発表、WGPでは有力チームとして確たる地位を得ていたが、市販車ベースのレースにまで手が回らなかった。吉村はこの依頼を引き受け、高武富久美や和田将宏の所属するテクニカル・スポーツを担当することとなった。ホンダは依頼にあたり、当時のグランプリマシン開発の拠点であった「GPガレージ」を吉村に対して開放したことからも、その評価と信頼の高さがうかがえた。
その後、高武は1966年にMFJ全日本250ccチャンピオンに輝き、レーシングチーム「チーム高武」を主催した。そして、同チームは1990年代以後玉田誠や宇川徹、加藤大治郎などロードレース世界選手権で活躍するライダーを輩出した。高武は吉村に対して以下のように語っている。

## 東京進出

### ホンダとの交流、軋轢
1965年4月、ヨシムラモータースは東京都西多摩郡福生町（後の福生市）へ移転し、ヨシムラ・コンペティション・モータースと名称を改めた。福生の工場は横田基地のすぐそばにあり、1階に15坪ほどの作業スペースと2階に6畳と4畳の居住スペースをもつ、風呂無し共同トイレの小さな建物であった。1965年シーズンを順調にこなしていくと、10月にロードレース世界選手権、日本グランプリと併せて開催されていた第3回ジュニアロードレース大会で快走する和田将宏の走りが、日本グランプリを視察に訪れていた本田宗一郎の目に留まった。自陣営のマシンより速い吉村のマシンに驚いた本田宗一郎は研究所で一度マシンを計測させてもらうよう、現場の人間に指示した。和光研究所にマシンは移送され、シャシダイナモにかけてみると、ノーマルエンジンが24ps、ホンダワークスのエンジンが27psを発揮するところ、吉村の手がけたそのCB72のエンジンは32.7psを発揮していた。この性能の高さには息をのむ者もいたが、ワークスチームが手掛けたマシンがプライベーターに圧倒されているという不甲斐なさを本田宗一郎はワークスチームに対し厳しく叱責した。このような事件から、ホンダ内部には吉村に対して疎ましく感じるものが現れ、そのせいで十分なバックアップが得られない事態になっていった。レースで結果を出すほどにバックアップが得られなくなる不可解さに吉村は本田宗一郎への直談判を決意。自ら和光研究所へ赴き、初めて本田宗一郎と会うことになった。吉村が円滑な部品供給が図られるよう頼むと、そのような事態に陥っている事を知った本田宗一郎は再び激怒。しかし、吉村に対して一度敵対心を抱いたホンダ内の一部の人間との軋轢は容易には解消せず、1966年にはRSC (Racing Service Center) を設立し、モータースポーツでのカスタマーサービスを一元管理する方針がとられた事や、鈴鹿サーキットと富士スピードウェイの間でのレース開催の誘致合戦、富士での30度バンクにおける安全性の欠陥を理由とするホンダ勢によるボイコットと、それに対する和田将宏の造反行為など、様々な要素が複雑に重なりあい、一時はヨシムラへの部品供給停止、和田のカワサキへの移籍というところまで事態は悪化した。

### 四輪のチューニング、秋川移転
船橋サーキットや富士スピードウェイなどの幅員の大きい四輪のモータースポーツ開催に適したサーキットが関東圏に完成し四輪レースの人気が高まると、東京に進出した吉村の下には四輪のエンジンに関する依頼も増えていった。九州で活動していた時期にも鈴鹿サーキットでGT1クラスにエントリーしていた永松邦臣にカムシャフトを作るようなことはあったが、一般のユーザーを相手に四輪の仕事を引き受けることはまだ無かった。そうした中には寺田陽次郎や舘信秀、鮒子田寛といった有力ドライバー達が含まれており、四輪のチューニングに対してとくに違和感やこだわりを持たなかった吉村は依頼を了承し、1966年5月3日に富士スピードウェイで行われた第3回日本グランプリ、T-Iクラスで見崎清志が優勝したことを皮切りに、吉村の手掛けたマシンはT-IクラスやGT-Iクラスで脚光を浴びるようになった。
自動車のチューニングも手掛けるようになると福生市の工場では手狭になってきたため、ヨシムラ・コンペティション・モータースは東京都秋川市へ移転することとなった。新工場は30坪ほどの大きさに従業員用の宿舎を備え、シャーシダイナモも導入されたことにより作業環境は向上した。この頃のヨシムラには松浦賢や、後に長女・南海子の夫となる森脇護といった面々が加わり、長男・不二雄も高校を卒業するなり上京し、共に働き始めた。
順調に戦績を重ねる森脇護は1969年のセニアクラスで3位に入賞し、上位入賞者が辞退したことから、翌年のシンガポールグランプリへの海外招待を獲得した。ヨシムラにとっては初の海外遠征であり、こうして吉村は戦時中を過ごしたシンガポールを再び訪れることとなった。レース車両の運搬は現地のホンダ代理店である文秀有限公司を通して行われ、出発する直前に吉村は偶然にも鈴鹿サーキットのレストランで本田宗一郎と居合わせた。吉村は「今度シンガポールに行くことになりました。」と挨拶をすると本田は「向こうの店はちゃんとしておくから心配するな。」と伝え、そして「向こうに行ったら女は怖いぞ。気をつけろ。」と笑顔で吉村一行を送り出した。レースは予選ではトップだったものの、本戦では燃料タンクの容量に関するレギュレーションの誤解からピットインを余儀なくされ、2位に終わった。
この頃にはRSC内部で吉村に対して理解を示していた木村昌夫による尽力や、RSCの人事異動などもあり、ホンダとの関係は概ね修復され、バックアップも再び得られるようになっていた。1971年にはRSCとヨシムラが共同でマシンを開発し、高武富久美と菅原義正の体制で臨んだ全日本富士1000kmレースではホンダ・H1300がクラス優勝を果たした。この時のヨシムラとホンダとの関係をRSCに勤めていた木村昌夫は以下のように語っている。
1960年代後半から1970年代前半にかけてレースにおいて2ストロークエンジンを搭載したオートバイの躍進により、4ストロークエンジンを搭載した車両は徐々に劣勢に立たされつつあった。そのため、吉村が2ストロークエンジンに関心を示さなかった事もあり、当時のヨシムラの引き受ける仕事は四輪の比重が増していた。

### CB750Four

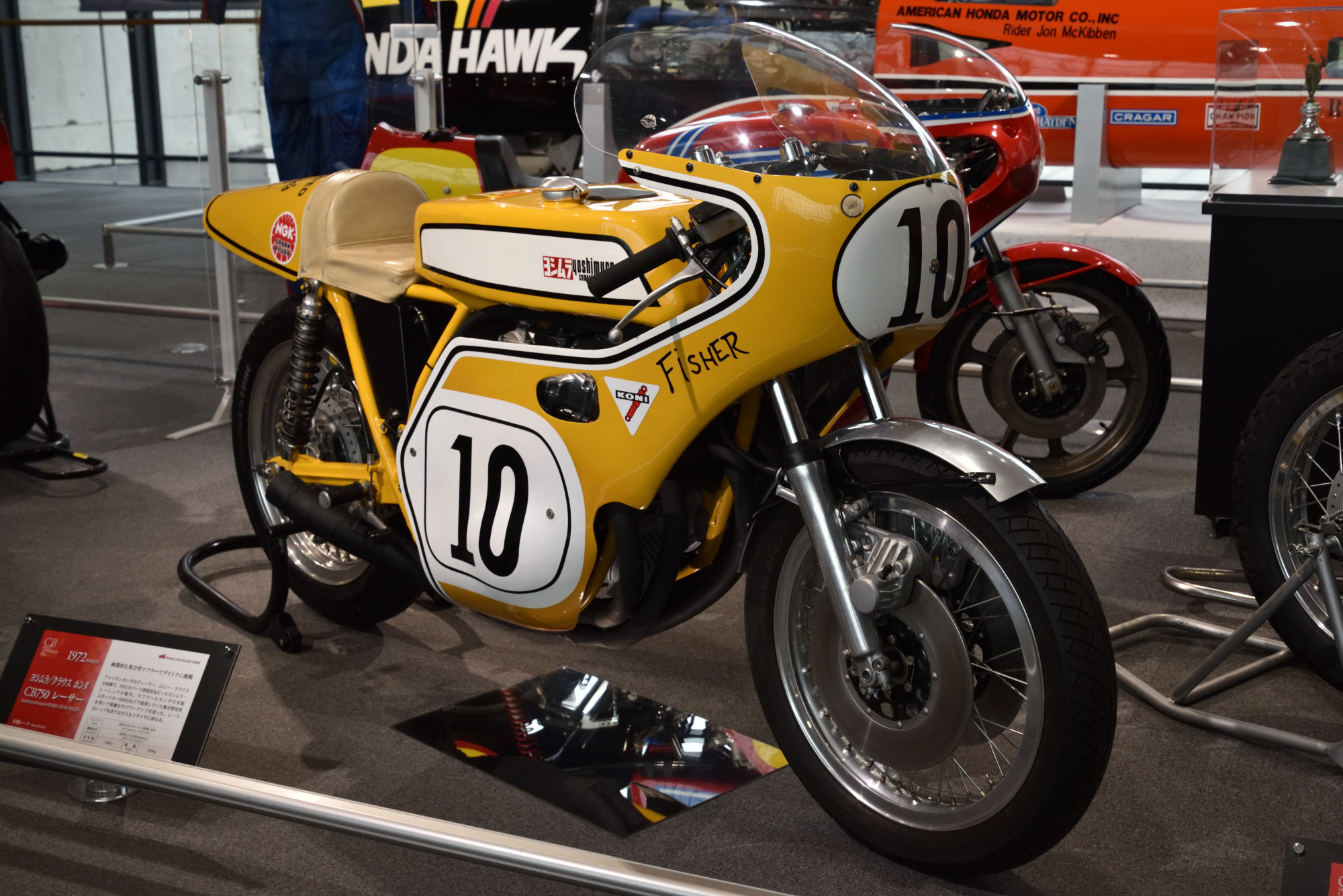
クラウス・ヨシムラ・ホンダCB750（1972年デイトナ200）

吉村が初めてCB750Fourを見たのは、ホンダ和光工場に勤める太田耕治から、自身の所有する車両のカムシャフト製作を依頼された時であった。当時日本国内ではまだ正規発売は開始されていなかったものの、ホンダ社内のオートバイチームにはCB750Fourでレースに参加する者が少なくなく、なかでも朝霞研究所内チームの「ブルーヘルメット」に所属する隅谷守男と菱木哲哉は1969年の「鈴鹿10時間耐久レース」にCB750Fourでエントリーし、1-2フィニッシュを飾るなど市販に先立って活躍していた。同様に太田もCB750Fourで出場するために福生時代から懇意にしていた吉村にチューニングを依頼したのだった。
ホンダは1970年のデイトナ200にCB750Fourで参戦し、ディック・マンのライディングで優勝を果たしていたが、翌年の参加は見合わせていた。そのような状況で、アメリカでの販売戦略としてレースでの実績を求めたロン・クラウスは、板付基地時代に吉村の世話になっていた米兵から吉村の話を聞き、独自に吉村のチューニングしたマシンでデイトナ200マイルに参加することを考え、吉村にマシンの製作を依頼した。当時JAFによる四輪レギュレーションがプライベーターにとって不利なものに変更されたため、四輪から二輪へ立ち戻ることを検討していた吉村はこの依頼を快諾し、東京へ移転する前に考えていたアメリカ進出を本格的に検討し始めた。
デイトナへ送り込まれたヨシムラのCB750Fourはノーマルの67psに対し97psを発揮し、ゲイリー・フィッシャーのライディングで10周にわたってマイク・ヘイルウッドやディック・マンの駆るマシンを押しのけトップを快走した。しかし、途中でカムチェーンが破断したことによりリタイアを喫した。優勝はBSAへ移籍した前年度王者のディック・マンだった。優勝は逃したもののアメリカでの知名度を得ることには成功し、特にCB750Fourのカムシャフトやピストンの注文は生産が追いつかないほどに増加した。ロン・クラウスからの評価も上々で、ヨシムラ・チューンのCB750Fourはアメリカでのレースに引き続き参戦することが決定し、整備士に吉村不二雄、ライダーに森脇護を送り込んだ。

## 渡米

### 集合管の開発
吉村が集合管を発案したのはS800の開発を行っていた時であった。当初は軽量化のために4本のエキゾーストパイプをまとめる事を思いつき、これを実践してみた。すると、馬力が上がり、トルクの谷間が解消されていたため、集合管の可能性に目をつけ試行錯誤を繰り返した。四輪に限らず、集合管は二輪でも試された。まず、直列2気筒エンジンのホンダ・CB250/CB350で試すも思うような成果が得られず、エキゾーストパイプの太さや集合部までの長さなどを変えた様々な試作品を作り、CB750Four用に作った集合管では最大出力を7psあまり向上させることに成功した。CB750Four用初代集合管は2本ずつを上下に重ねた後に1本にまとまる4into1型式の集合方式で、耐熱黒塗装が施されたものであった。

### アメリカでのレース参戦
アメリカ参戦当初は順風満帆とはいかなかった。初戦のタラテガ200マイルはリタイアに終わったため、オンタリオ250マイルへ向けて、吉村は集合管を携えて初めてアメリカへ渡った。オンタリオ250マイルはゲイリー・フィッシャーとジンジャー・モロイの2名で臨むも、1台はキャブレターから砂塵を吸い込んだためにエンジンブローでリタイア、もう1台はまたしてもカムチェーンが破断し、両者ともリタイアに終わった。だが、オンタリオで発表された集合管は高い注目を浴び、アメリカのみならずイギリスのモーターサイクル誌にも掲載されるほどの影響を与えた。
翌年、1972年のデイトナに参加するため吉村は再びアメリカへ渡った。すると日本では集合管に対して懐疑的な見方がなされていたのに対し、アメリカでは既に集合管を模倣した製品が出ていたことに吉村は驚いた。レースは予選こそゲイリー・フィッシャーが5番手、ロジャー・レイマンが8番手につけ、ゲイリー・フィッシャーは11周にわたってトップだったが、結局両者ともオイルパンからのオイル漏れによりリタイアに終わった。

### ヨシムラレーシングの共同設立
アメリカで知名度を得た事により、ある日フライング・タイガー・ラインで機関士を務めるデール・アレキサンダーとパイロットのスター・トンプソンが商談に訪れた。彼らは多くの製品を現金で購入していき、ヨシムラの製品がアメリカでいかに人気かを熱心に説き、吉村はアメリカでの理解者と2人を好意的に受け止めた。1972年になると彼らの来訪頻度はさらに増え、アメリカでの販売網開拓のために50対50での共同出資による新会社設立を持ちかけた。四輪のプライベーターに対して不利なレギュレーションから四輪に対する熱意はこの頃には失せており、また2ストロークエンジンの台頭による国内での苦戦から、4ストロークエンジンが活躍できる場を求めていた吉村にとってこの提案は非常に魅力的に感じられた。こうして1972年末にロサンゼルス、シミバレーにヨシムラレーシングが設立された。

### 支払いの遅延、家庭内不和

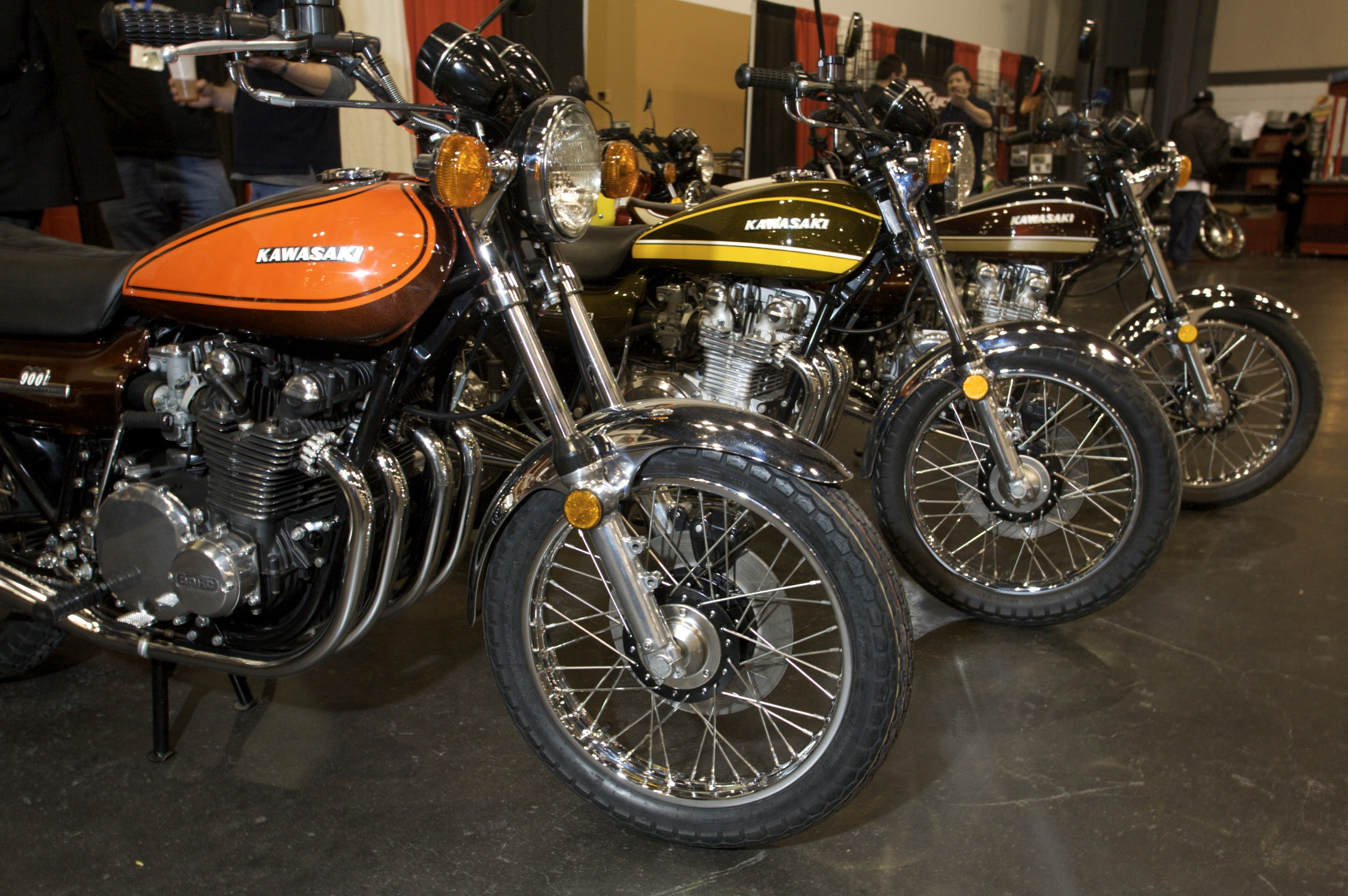
カワサキ・Z1

ヨシムラレーシング設立当初は順調であった。販売する製品は順調に売れ、ホンダ車に関してはシェアの50%あまり、カワサキ・Z1においてはほぼ独占的なシェアを誇っていた。1973年のデイトナはレギュレーションが変更されたため準備が間に合わず見合わせたが、同時に開催された最高速チャレンジやボンネビルで開催された最高速チャレンジへZ1、CB750Four、CB500を参加させ、12個もの世界記録を樹立した。同年9月にはフランスのル・マン、ボルドール24時間耐久ロードレースへ参加するシデム・カワサキへZ1エンジンを供給すると4台が完走し、2位を筆頭に4位、5位、7位を獲得した。
しかし次第にデール、スター両名からは不自然な点が見られるようになってきた。運転資金のために企業立ち上げから数か月送金がないことは理解できても、アメリカから延々送金がないことに南海子は不信感を覚え、不二雄もデール、スター両名が高級車を購入するなど羽振りのよい2人を見て南海子同様の疑念を持った。再三送金を迫るもついに売掛金の滞納は2000万を越え、南海子は吉村に詰め寄るも吉村は「俺がアメリカへ行けばすべて解決する」と、これを一蹴し、最終的に自分の意見に楯突いた南海子に勘当を言い渡した。当時、南海子は森脇と結婚し長女も生まれていたため、ひとまず森脇の実家のあった神戸市へ身を寄せ、1973年7月、三重県鈴鹿市でモリワキエンジニアリングを創業した。
1974年1月には秋川工場の土地も売れ、家財道具や設備をアメリカへ送り、渡米の準備が着々と進む中、吉村は準備を手伝うために訪れていた南海子達の前で突然喀血した。予期せぬ事態に入院を余儀なくされ、渡米は5月になったが、秋川の工場を清算した金から南海子と由美子に300万円ずつ渡し、吉村はアメリカへ出発した。

### 企業乗っ取り
渡米するなり家族達の危惧は当たっている事が明らかになった。ヨシムラのアメリカ工場は小規模であったが、生産体制を考慮すればそれで十分なものであったにもかかわらず、デール、スター両名は吉村に断りなく社屋から数100メートルのところに新たな設備の増築を行っていた。支払いを迫るも設備投資を理由に拒否、それだけでなく在庫の所有権も主張し、吉村の要求を退けた。吉村は製品の品質がものをいう世界で部品供給が止まればヨシムラレーシングは有名無実のものになると考え、国内からの製品発送を止めるべく日本の関連企業への連絡に奔走した。デール、スター両名は信用状を根拠に納品を迫るも、多くの企業は吉村に味方した。解決のめどが立たないまま時間だけが経過するにつれ、相手方から第三者の介入が提案された。その男はトランス・ワールド航空のパイロットを務める、ヨシムラレーシングの常連のアメリカ人男性であった。吉村は相手にとって都合の良い人選であるのではないかと警戒していたが、この男性は双方の意見を聞くと吉村の主張が正しいと答えた。しかし、当初第三者の介入による解決を要求していたデール、スター両名は突如第三者の代表権は無効だと主張しだし、最終的に裁判で争うことになった。解決の正当性を問う裁判は半年続き、裁判費用として20,000ドルを既に費やしていた。だが、結局第三者の代表権は無効であり、これまで通り会社の所有権は50対50という判決が言い渡された。吉村は判決に対してアメリカにおけるヨシムラレーシングの再起を断念し、すべての権利を放棄せざるをえないと結論付けた。そして、不二雄をアメリカで新たな企業設立の準備にあたらせ、無念の帰路に着いた。

### YOSHIMURA R&D 立ち上げ
帰国すると吉村はひとまず神奈川県厚木市で生活する次女、由美子の下に身を寄せ、森脇の工場で部品製造に取り組むことにした。幸いなことに日本はビッグバイクブームが訪れ、吉村の作る集合管は順調に売り上げをのばした。また、イギリスのデビット・ディクソンやオーストラリアのロス・ハナンといった海外の経営者達からの代理販売の提案も得られた。そうして力を蓄えつつ、アメリカでの再起のチャンスをうかがう日々が続いた。こうして吉村は1975年4月、再び渡米した。だがこの時、アメリカで立ち上げに尽力していた不二雄が一時帰国し、再びアメリカに入国しようとビザを申請するとビザが下りないという事態が発生した。ヨシムラレーシングの社員ということでアメリカに入国していた不二雄に対し、デール、スター両名が手を回して入国を妨害したのだった。不二雄は森脇のところに身を寄せ、ビザが下りるまで日本から支援することしかできなかった。
再渡米から2ヵ月後の1975年6月1日、吉村はロサンゼルス郊外、ノースハリウッドに新会社「YOSHIMURA R&D」を設立。カタカナの「ヨシムラ」は既に商標登録され、使えないための屋号であった。1976年11月には不二雄もビザが下り、渡米することができた。デール、スター両名は「ヨシムラレーシング」を「デール・スター・エンジニアリング」と改名し、独自に製品を製造、販売していたが、結局倒産した。しばらくしてデール・アレキサンダーは職業上の立場を利用し、秋川で購入した商品を税関を通さず密輸し、不正な利益を得ていたとして裁判にかけられ、罰金50,000ドルが課せられた。そして2年後には心臓麻痺を起こして死んだ。

### スズキとのパートナーシップ

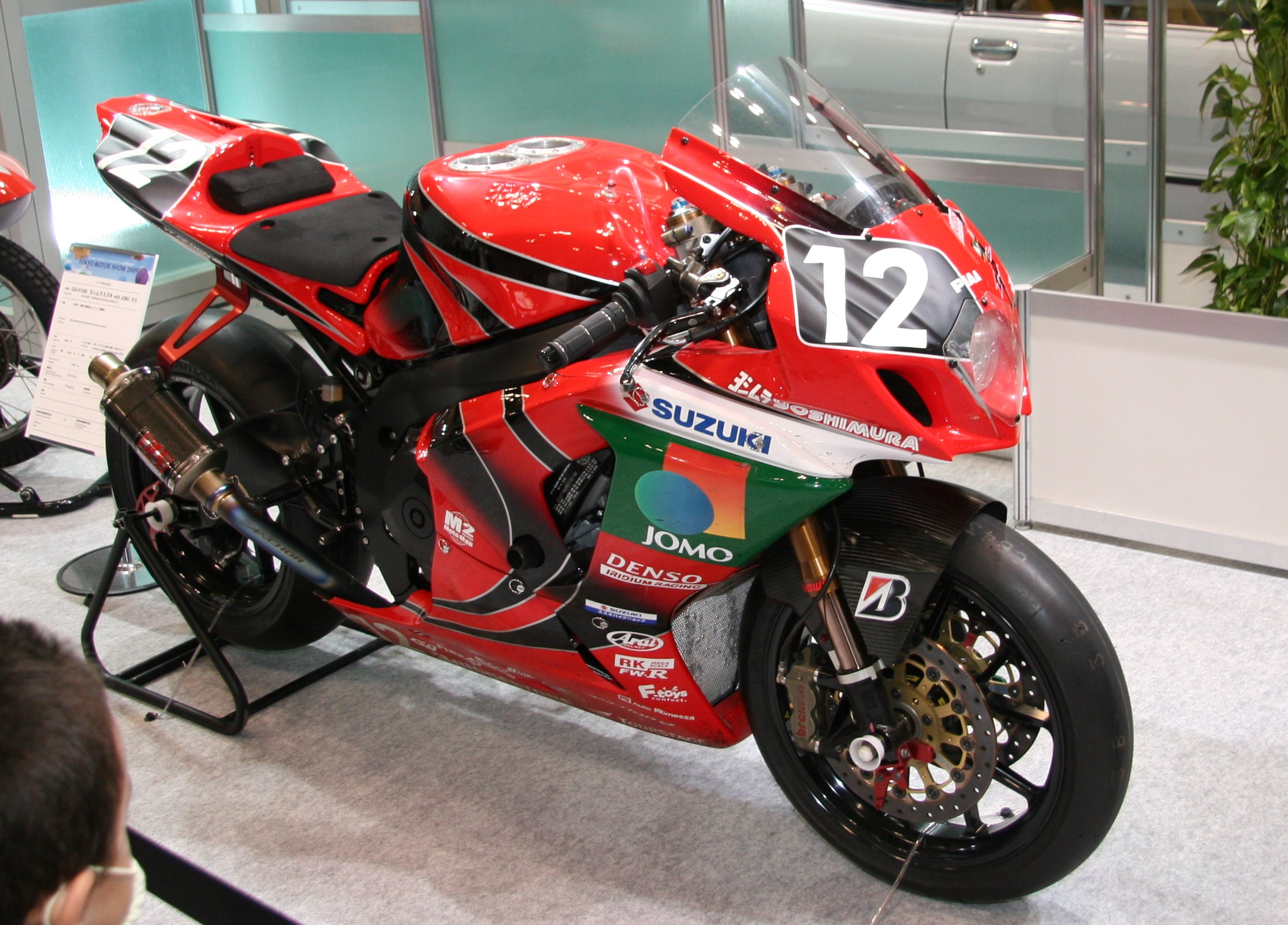
2009年のヨシムラが製作したレース車両（スズキ・GSX-R1000）

1976年、吉村はウェス・クーリーと契約し、アメリカでのレース活動にカワサキ・Z1で参加していたが、レギュレーションによってフレーム加工が制限されていたことから剛性不足に悩まされていた。エンジンの性能を上げれば上げるほどコーナリングが安定しないという状況であった。そんなある日、吉村は「Cycle」というアメリカのモーターサイクル専門誌に掲載されていた、スズキが初めて開発した並列4気筒の4ストロークエンジンを搭載する、GS750というオートバイに興味をもった。USスズキに問い合わせをしてしばらく経った8月、スズキ側から開発責任者が渡米しているので会ってみないかという提案があった。こうして吉村はサンタフェスプリングで横内悦夫と会うことになった。
横内も吉村のことはホンダやカワサキの車両を手掛ける4ストローク専門のチューナーとは知っていたが、スズキが2ストロークエンジン車しか製造していなかったため、その程度の接点しかこれまでもたなかった。だが、スズキ初の4ストローク4気筒車として売り出すためにGS750もレースに出場することを前提に開発していたが、人員や経験不足が否めなかったため、吉村に興味を持ったのだった。吉村と横内の間に多くの言葉や契約書はなかったが、お互いの関係はスズキの車両でレースに参加し、スズキのキットパーツの開発にヨシムラが携わるという形で2012年現在においても引き継がれている。

### 社屋炎上
1976年11月に不二雄が無事合流し、YOSHIMURA R&Dはアメリカでの基盤を確立しつつあった1977年2月18日、3月のデイトナ参戦を目前に火災は起こった。ノースハリウッドの工場でシャーシダイナモを使ってZ1のエンジンテストをしていた際にセルモーターがショートを起こし、散った火花がガソリンに燃え移り火災が発生した。吉村は消火器で消火を試みるもこれに失敗。爆発を防ぐためガソリンタンクを外に持ち出そうとした。ようやく脱出するも顔から腕にかけての火傷が酷く、病院に搬送後急遽太ももから皮膚の移植手術が行われた。治療やリハビリは直江と二人三脚で行われ、この時の二人の姿はアメリカ人たちの感動を呼び、地元の新聞にも掲載された。しかし、吉村は時折「俺はもういないと思え」など不安な行動をとり、当時の吉村のおかれた心境を直江は以下のように述懐している。
不二雄も大変であった。工場は事務所を除いて全焼し、マシンも失ってしまったためデイトナへの出場を断念することも検討したが、ウェス・クーリーや同じレースに出る敵同士のはずのレグ・プリッドモアやクック・ニールソンらの励ましを受け、デイトナ出場を決意した。あり合わせのパーツでマシンを組むことはできたが、予選で最速タイムを記録するも決勝では3位に終わった。優勝は吉村の見舞いにも訪れていたクック・ニールソンであった。しかし、優勝を逃してもデイトナに現れたYOSHIMURA R&Dに観客は惜しみない喝采を送り、不二雄も吉村に代わって総指揮という大役を務めた事は自信にもつながった。
火事の被害は大きかったが、保険に加入していたため工場の物件や治療費は保険でまかなうことができた。吉村はYOSHIMURA R&D設立当初、保険の加入すら渋っていたため、不二雄の勧めによって加入していなければあの時点でヨシムラは終わっていただろうと後に語っている。

### AMAスーパーバイク参戦

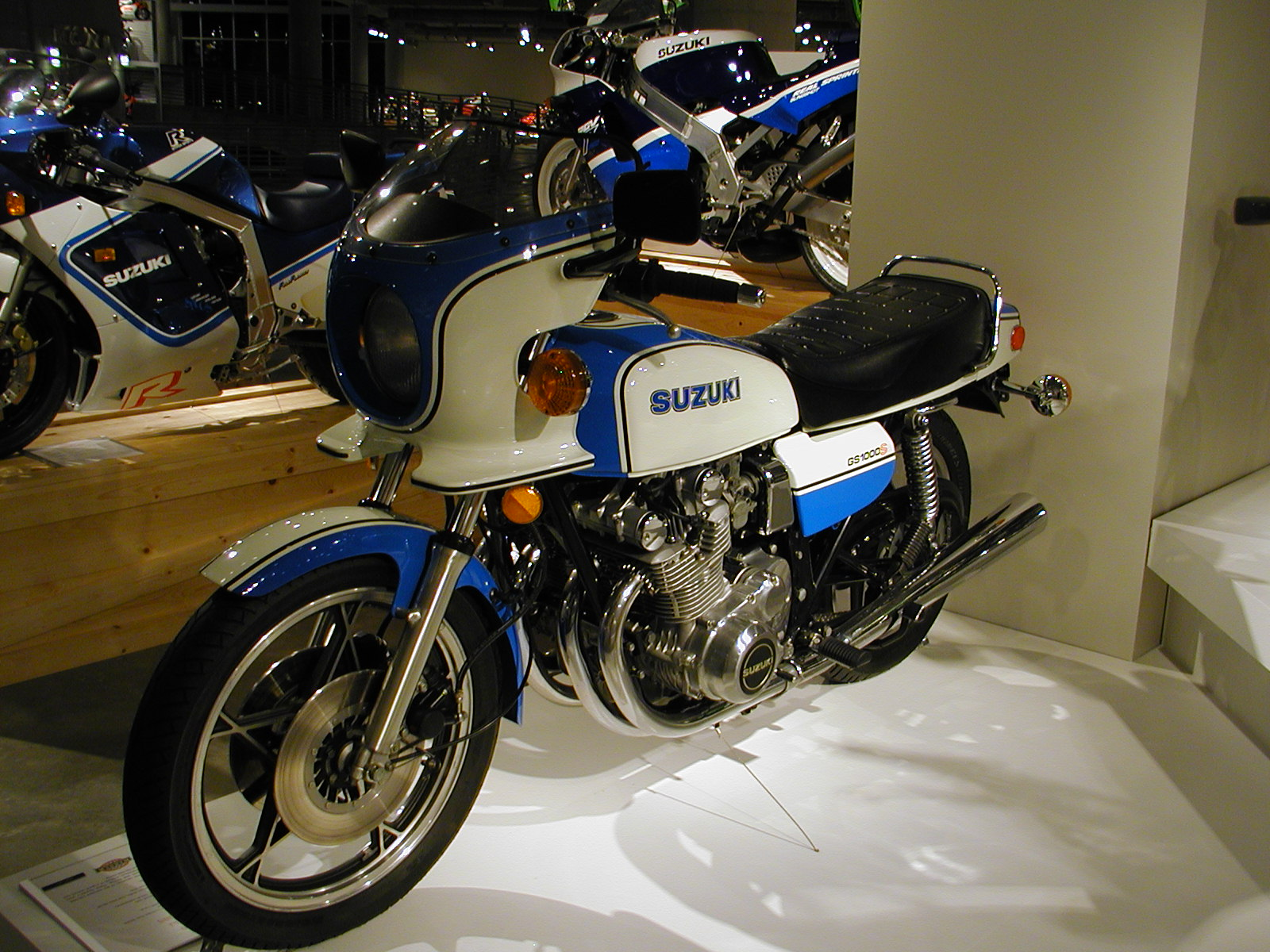
スズキ・GS1000

1977年6月に2台のGS750が吉村の下に届く頃には吉村は以前の状態を取り戻しており、参戦に向け作業は開始された。GS750のAMAスーパーバイク選手権公式戦デビューは8月11日のオンタリオでのテストを経た9月11日、ウェザーテック・レースウェイ・ラグナ・セカであった。スティーブ・マクラーフィンの搭乗するGS750は吉村の手によってチューニングされ、944ccまでボアアップされたエンジンの最高出力はノーマルの68psから125psまで高められていた。同時に出場していたウェス・クーリーの乗るZ1はリタイアしたが、GSは初勝利を手に入れた。次戦、10月2日にリバーサイドで行われたシリーズ最終戦ではZ1が優勝、GSはクラッチトラブルに見舞われリタイアに終わった。1977年に入ってからはZ1に対抗する形でスズキ・GS1000の開発も開始されており、秋に完成した試作車両は吉村の下へも送られ、以降の主力として活躍した。

### デイトナ制覇
1978年のデイトナスーパーバイクにヨシムラは、マクラーフィンのGS1000、クーリーのZ1、加藤昇平のGS750の3台体制で臨んだ。この年より集合管の装着がレギュレーションで認められたため、早速専用に作られた集合管がGS1000にも装着された。予選ではZ1がフレームを森脇の手掛けたフレームに変更した事が功を奏し、これまでのコーナーリング時の不安定さが解消されており、第1ヒートで優勝。第2ヒートでは加藤昇平が優勝した。GS1000はクランクシャフト破損によりリタイアに終わったため、決勝は最後尾からのスタートになった。
決勝では加藤とクーリーが先頭争いを演じるものの、4周目に電装系のトラブルにより加藤がリタイア。マクラーフィンは最後尾から猛然と追い上げ、6周目にはクーリーも抜いてトップに躍り出た。ワンツーを期待したヨシムラ陣営であったが、GS1000が跳ね上げた石がZ1のオイルクーラーを破壊する事態が発生し、クーリーはそのままリタイア。マクラーフィンはそのまま優勝を果たしたが、クールダウンラップ中にまたしてもクラッチを損傷し、以降ヨシムラの手掛けるGS1000はクラッチトラブルとの戦いを強いられた。

## 1978年

### 第1回鈴鹿8時間耐久ロードレース
吉村が鈴鹿サーキットで耐久レースが行われると知ったのは1977年の秋、出場することになるGS1000がまだ届く前のことだった。鈴鹿18時間耐久レースでの優勝やヨーロッパ耐久レースでの実績もあったため自信はあった。1977年当時、FIM世界耐久選手権ではホンダ・RCBが1976年に8戦中7勝、1977年はシリーズ9戦全勝と圧倒的強さを誇り「不沈艦隊」と呼ばれており、前評判でも優勝の筆頭であったことから、吉村もRCBのデータを集めだした。その結果、耐久レース以外では戦えるラップタイムを出せていることから、勝つためにはスプリントレースのタイムで走り続けるための耐久性と戦略が必要であると考えた。そして、YOSHIMURA R&Dからウェス・クーリー、マイク・ボールドウィン、モリワキエンジニアリングからはグレーム・クロスビー、トニー・ハットンという体制で8耐に臨んだ。7月中旬、吉村は単身帰国し、ヨシムラパーツショップ加藤でGS1000の調整に加わった。その直後に不二雄もレースで使うグッドイヤーのタイヤを携えてクーリーと共に帰国、数日遅れてボールドウィンも来日し、鈴鹿8時間耐久ロードレースにむけ準備は着々と進んでいた。
吉村たちがアメリカで作業に当たっている間、GS1000はデイトナで優勝した時の仕様にヨシムラパーツショップ加藤で整備されていた。加藤昇平と大矢幸二が組みあげ、常連客であった浅川邦夫が慣らしを行い、南海子もRCBのデータを取りに鈴鹿へ行っては吉村へそれを伝える。日本に集まってからも日本に不慣れなクーリーやボールドウィン達の世話や各種手続きは加藤昇平、由美子夫妻が担当。昇平に至っては第3ライダーとしての登録もされ、まさに一族総出での作業であった。
練習走行が始まると、GS1000にはクラッチトラブルが頻出した。コースに出て全力で走ると2分22秒から2分23秒のタイムが出るが、すぐさまクラッチに異常が出てピットインを余儀なくされるという状態が繰り返された。クラッチトラブルは木曜日にスズキから送られたダンパースプリングの入ったクラッチを使うことで解消されたが、対策品の運用方針を巡って吉村と不二雄の意見が対立した。一時は吉村の「俺の邪魔をするなら帰れ」という発言に対して不二雄がアメリカへの帰り支度をするところまで発展したが、クーリーの必死の説得にこれを踏みとどまった。
7月30日の鈴鹿は快晴に恵まれていた。ポールシッターの杉本五十洋とデビット・エムデによる選手宣誓が行われ、午前11時30分、ル・マン式スタートが切られ、第1回鈴鹿8時間耐久ロードレースは開始された。1周目を終え、スタートラインを先頭で通過したのはGS1000であった。するとその時、最終コーナーで土煙が上がった。後方スタートのプライベーターだろうと考えた吉村であったが、それはスタン・ウッズの乗るゼッケン6番のRCBであった。5周目にはトップグループはヨシムラのGS1000、モリワキのZ1、ヤマハ・TZ750とカワサキ・KR350で構成されていた。5周目が終わる頃、KR350はハンドルが折れるというトラブルに見舞われ、ピットインを余儀なくされタイムロス。3台のトップ争いが繰り広げられた。
スタートから1時間が経過し各チームピットインを行う頃にはジャン・クロード・シュマランの乗るRCBは3位まで順位を上げていた。しかし67周目、RCBが立体交差の上で停止していると場内アナウンスによって告げられた。クリスチャン・レオンはピットまでRCBを押して戻ってくるも、メカニックがプラグを外した際にアルミの破片が付着していたことからリタイアを決意。原因はバルブ破損によるものであった。
トップを快走するGS1000にトラブルが発生したのはスタートから4時間が経過した109周目、フロントタイヤ交換の際にフロントアクスルシャフトを固定するボルトがねじ切れてしまった。幸い、ちぎれたボルトは前側であったため、ボールドウィンは脱落の危険性は少ないと考え、2位を走行するTZ750との差を少しでも維持しようと、対策を練る時間を捻出するためにそのままコースへ戻っていった。ボールドウィンは15周ほど走行し、ピットに戻ってきてキャップをボルトの高さより低くなるまで削ることを提案。メカニックは対策品の加工に取り掛かり、クーリーは時間を稼ぐためにコースへ出ていった。完成するなりクーリーをピットへ呼び戻し、ヨシムラはこのトラブルを凌いだ。予断を許さぬレース展開の中、吉村は予科練時代に聞いた、東郷平八郎が危険を顧みず陣頭指揮を執り続けたという話に共鳴し、夏の炎天下の空の下、ピットロードで指揮を執り続けた。
陽が傾き始めた6時頃、モリワキのZ1がガス欠によって順位を落とすといったトラブルはあったがGS1000にはそれ以降トラブルは無く、午後7時32分、ウェス・クーリーの頭上でチェッカーフラッグが振られ、ヨシムラは記念すべき第1回鈴鹿8時間耐久ロードレースを優勝で締めくくった。

## 1979年

### 第2回鈴鹿8時間耐久ロードレース
8耐を優勝で終えたヨシムラは、横内の提案したフランスのポール・リカール・サーキットで行われるボルドール24時間耐久に出場することにした。GS1000を1100ccまでボアアップし、ウェス・クーリー、ロン・ピアースという体制でこれに臨んだが、序盤こそ3位につけていたがオルタネータを新たに装着したためバンク角が浅くなったため、オルタネータカバーを破壊してリタイアに終わった。この時の優勝したチームは8耐でマシントラブルに見舞われたHERT率いるクリステャン・レオン、ジャン・クロード・シュマラン組であり、吉村は鈴鹿8時間耐久ロードレースのようにスプリントの要素を残す耐久レースとボルドールのような完全な耐久レースとではその戦略やマシンの方向性がまったく違うということを改めて思い知らされた。敗戦の悔しさもそこそこに、吉村はデイトナへ向けアメリカへの帰路に着いた。
1979年、アメリカのスーパーバイクでは、それまで上位争いを繰り広げていたBMWやドゥカティ、モトグッチといったヨーロッパメーカーの2気筒勢がスズキとカワサキに圧倒されるようになっていた。デイトナではその流れを端的に表すように、ヨシムラの送り出したGS1000に乗るロン・ピアース、ウェス・クーリー、デビット・エムデで表彰台を独占した。デビット・エムデに至っては同時にエントリーしていた250ccクラスでの転倒による影響を微塵も感じさせない走りで、最後尾の63位から3位を獲得するという驚異的な走りであった。
最終的に1979年のAMAスーパーバイク選手権はヨシムラ・スズキGS1000に搭乗するウェス・クーリーが王座についたが、終盤クーリーは前年まで自身が搭乗していたカワサキ・Z1に乗るフレディ・スペンサーの追い上げに苦戦を強いられた。
1979年、アメリカでの活動を軌道に乗せることができたと判断した吉村は、アメリカでの活動を不二雄に託し、直江と共に日本へ帰国した。そして、アメリカでの苦しい時代を日本から支えてくれたヨシムラパーツショップ加藤を発展させることに尽力した。
吉村が帰国して最初のレースは1979年の鈴鹿8耐になった。連覇の期待が掛かるヨシムラであったが、この年の8耐はレギュレーションが変更され、十分な準備ができなかった。ウェス・クーリー、ロン・ピアースというデイトナでの1位、2位コンビで臨むも序盤からブレーキトラブルに悩まされ、様々な手を尽くすも結局解決しないまま7時間が経過した頃、折れたコンロッドがクランクケースを突き破りリタイアに終わった。優勝はホンダのトニー・ハットン、マイク・コール組で、前年の汚名を返上するかのように、ホンダが1位から8位までを独占する圧勝であった。

## 1980年

### 第3回鈴鹿8時間耐久ロードレース
1980年、この年から鈴鹿8耐は世界耐久選手権に組み込まれ、ヨーロッパで耐久レースに参加していたライダー達の参加が増加した。マシンもTT-F1に準拠した市販車ベースのレギュレーションに変更され、2ストロークの市販レーサーは出場ができなくなった。この年ヨシムラはウェス・クーリーとグレーム・クロスビー組に加え、リチャード・シュラクター、マイク・コール組の2台体制で参戦した。参戦当初に比べチームの規模も大きくなり、ライダーやクルーは総勢50名以上の大所帯になっていた。食事の準備に追われた南海子や由美子は沢山の人数が同時に食事ができるようバーベキューを準備していると、日本の食事に慣れないとのことでスタッフにつれて来られたエディ・ローソンなども加わり、参加者はヨシムラスタッフに留まらず多い時には80名近くにのぼった。
予選ではクロスビーがポールポジションを獲得し、シュラクター、コール組も5番手につけた。序盤はクロスビーが先行し、デビッド・アルダナがこれに続くも徐々に順位を落とし、3時間が経過した時点でクーリーとローソン以外は周回遅れという一騎討ちの様相を呈していた。5時間が経過した頃、クロスビーとローソンの間にマイク・コールが挟まれ、ヘアピンでローソンがインからコールをパスしようと試みるも接触し、両者とも転倒した。コールは転倒した際に腕を骨折しリタイア。ローソンは大事に至らず、車両を起こしてコースへ復帰した。カワサキがタイヤ交換に手間取る間にクロスビーはその差を広げるも、130周を終えた時点でブレーキにトラブルが発生し、これの解決に3分を要した。そのため、逆にハンスフォードに50秒近くの遅れをとった。
しかし終盤クロスビーはローソンが2分22秒台で周回を重ねるところ2分20秒台で追い上げ、6時24分にカワサキがピットインする間にトップに返り咲いた。この時、吉村は最後の給油のタイミングでライダーを交代させるかを悩んでいた。持病の糖尿病をかかえたクーリーは疲労の色が濃く、またクロスビーも1時間近く全力で走り続けていた。結局、クロスビーに勝負を託すと、クロスビーはハンスフォードが2分25秒台にタイムを落とす中、2分22秒台で走り続け、7時31分、そのままチェッカーフラッグを受けた。8時間走り続けてクロスビーとハンスフォードの差は40秒26であった。加えて、レース終了後マシンをチェックするとリアタイヤは釘が刺さってパンクしており、クラッチハウジングを分解するとベアリングも壊れているという辛勝であった。

### ヨシムラ・パーツ・オブ・ジャパン
1980年10月、ヨシムラパーツショップ加藤は現在のヨシムラジャパンがある神奈川県愛甲郡愛川町へ移転し、ヨシムラ・パーツ・オブ・ジャパンへと改名した。敷地面積は約600坪と、由美子1人が物置で切り盛りしていた頃や厚木の8帖程度の工場とは比較にならない規模へと成長した。ここで吉村は、従来の集合管に排気流速を高める工夫を施したサイクロンマフラーの開発を行っていた。1980年と1981年には日本国内での直接の活動は8耐だけであったが、耐久世界選手権へ参加していたスズキ・フランスへのエンジン供給は継続され、1980年9月14日から15日のボルドール24時間耐久レースではサマン・グロス組の優勝に貢献した。また、フルチューンしたGS1000をプライベーターへ販売し、坂田典聡などがこれに乗って活躍した。

## 1981年

### 第4回鈴鹿8時間耐久ロードレース

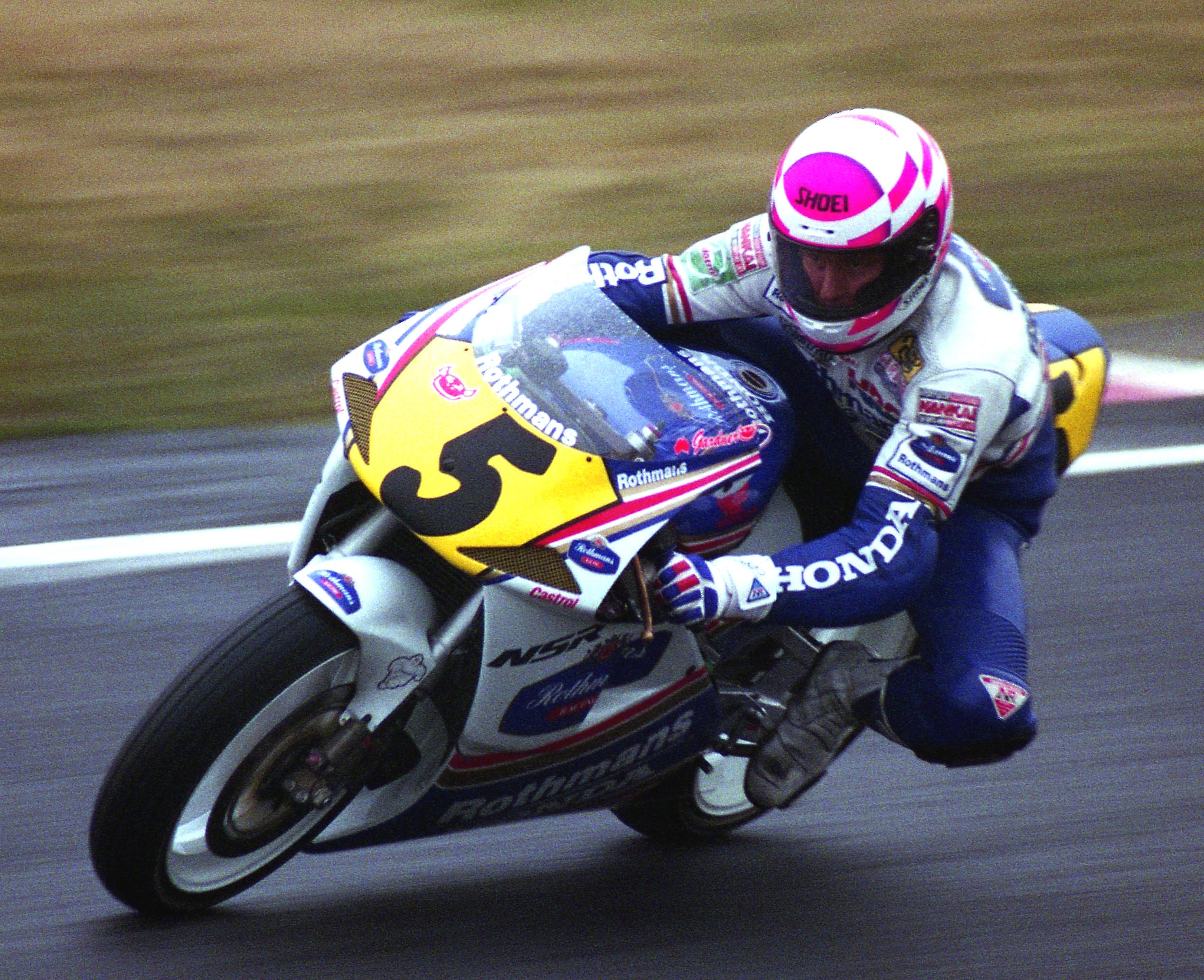
1987年にロードレース世界選手権王者に輝くワイン・ガードナー

1981年の8耐へはグレーム・クロスビーとウェス・クーリーという前年度覇者の布陣で臨んだ。しかし、この大会で注目を浴びたのはモリワキから出場していたワイン・ガードナーであった。ガードナーはイギリスやアメリカで実践を積み、8耐の前哨戦である鈴鹿200km・ロードレースで優勝を果たし、8耐の予選では2分14秒76とコースレコードを一気に1.5秒近く縮める走りを見せた。ガードナーに触発されたクロスビーは果敢にアタックするも2分15秒75と上回ることはできなかった。吉村は手塩にかけたクロスビーやその下で働いていたガードナーが競い合う姿を嬉しく思い「You facking fast. Go back home.」と冗談交じりに彼を褒め称え、そしてガードナーもまたPOPと聞くとこの時のエピソードを思い出すと後に語っている。
だが、本戦では両者ともリタイアに終わった。レース開始1時間48分が経過した頃、クロスビーがホームストレートでマシンをサイドウォールに寄せ、ピットロードを逆走して戻ってきた。マシンはシリンダーからオイルが滲んでおり、吉村はこの時点でリタイアの決断を余儀なくされた。工場に帰ってエンジンを開くとクランクシャフトが壊れていた。
マシンがキックでの始動であったためスタートで最後尾に沈んだガードナーは、60周目には一時ホンダのアルダナを捕らえトップに躍り出るも直後のスプーンカーブで転倒。怪我はなかったもののコースへは復帰できなかった。後に森脇は、この年の8耐がモリワキにとって1番勝つ可能性の高かった年であったと悔しさを滲ませて語っている。

### 加藤昇平の事故死
1981年11月22日、翌日が祝日ということで森脇一家を伴って鳥羽へでも旅行へ行こうと話をしている吉村のもとに、加藤昇平がマシンテスト中に転倒し緊急搬送されたという連絡が届いた。その日、竜洋にあるスズキのテストコースでは翌年のGPレーサー「RG-Γ」とヨシムラのGS1000Rのテストが行われており、GS1000Rのテストを担当していた加藤がタイヤを変え、コースに戻って2周目の右コーナーで事故は起きた。フェンスを突き抜け、土手との間にある用水路の中でうつ伏せに倒れている所をテストに同行していた大矢幸二と浅川邦夫によって救出され、そのまま浜松の労災病院へ緊急搬送された。吉村が駆けつけたときには辛うじて息があったものの、既に意識は無く、そのまま息を引き取った。溺死であった。
吉村は加藤の死にあたって
と、今までで一番辛い出来事であったと語っている。

## 1982年

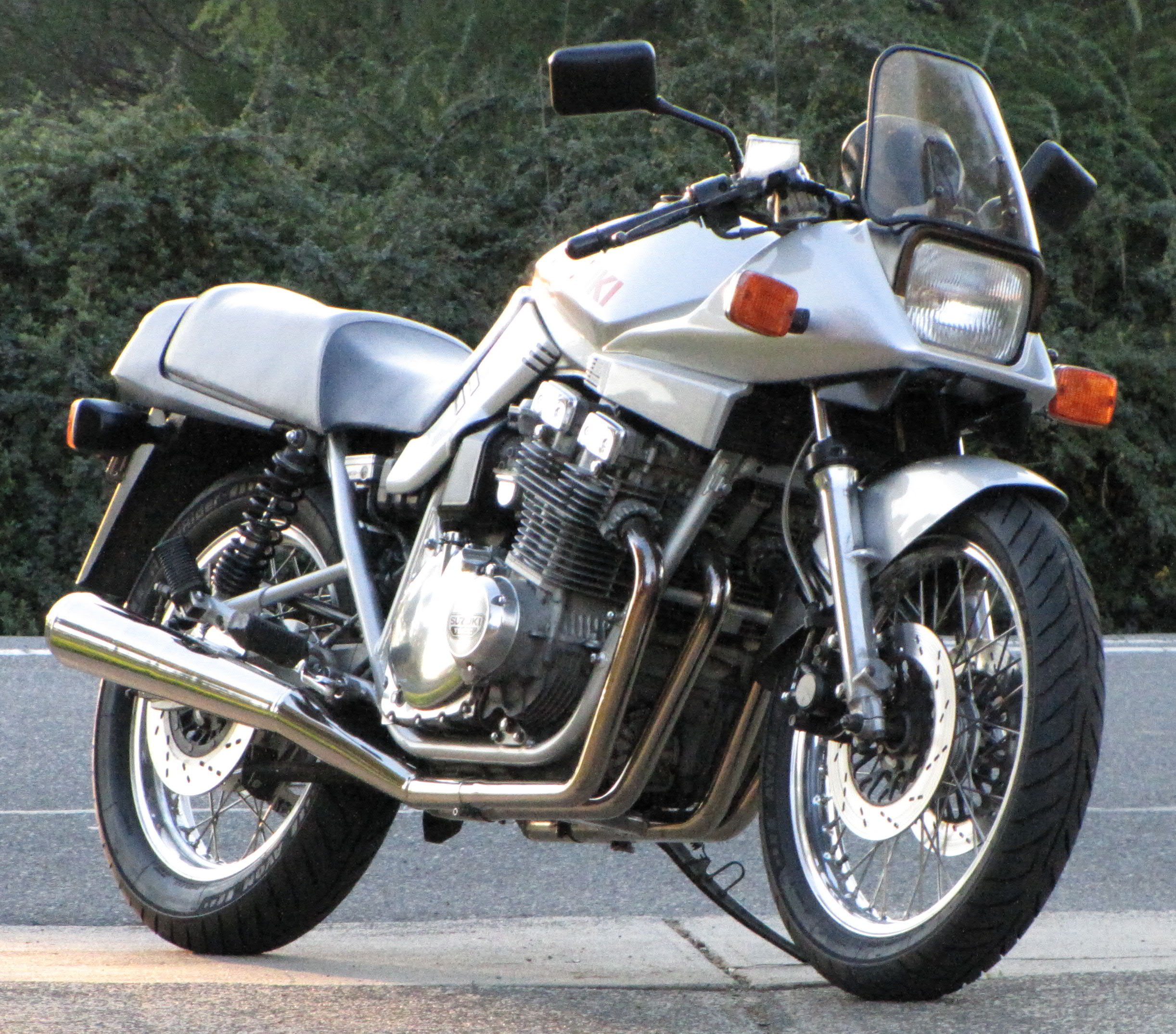
GSX1100S カタナ

1981年にスズキがGSX1100Sの発売を開始し、エンジンの4バルブ化が進む時代にあって、ヨシムラもGSX1000Sをベースにしたマシンの開発に着手した。しかし、空冷4バルブエンジンの黎明期にあって、エンジンチューニングは発熱の問題に常に悩まされた。出力を向上させようと加工を加えればピストンなどの部品が熱量に耐え切れず、その結果オイルを噴くなどの問題を起こすため、吉村は自分の持つ技術を制限してエンジンを作らなくてはならなかった。この熱問題を解決する鍛造ピストンや油冷エンジンの技術が確立される1985年までの3年間は自分の仕事ができない辛い時期だったと後に語っている。1981年にはYOSHIMURA R&D工場をノースハリウッドからロサンゼルス、カリフォルニア州のチノへ移転しており、心機一転臨んだデイトナでもGSX1000Sはトラブルに悩まされた。連覇のかかるクーリーは骨折の影響が残る中GSX1000Sで予選に臨むもエンジントラブルが続出、急遽GS1000Sに乗り換えて復帰するも4位に終わった。同時に出場していたデビッド・アルダナに至っては本戦出場すらかなわなかった。

### 第5回鈴鹿8時間耐久ロードレース

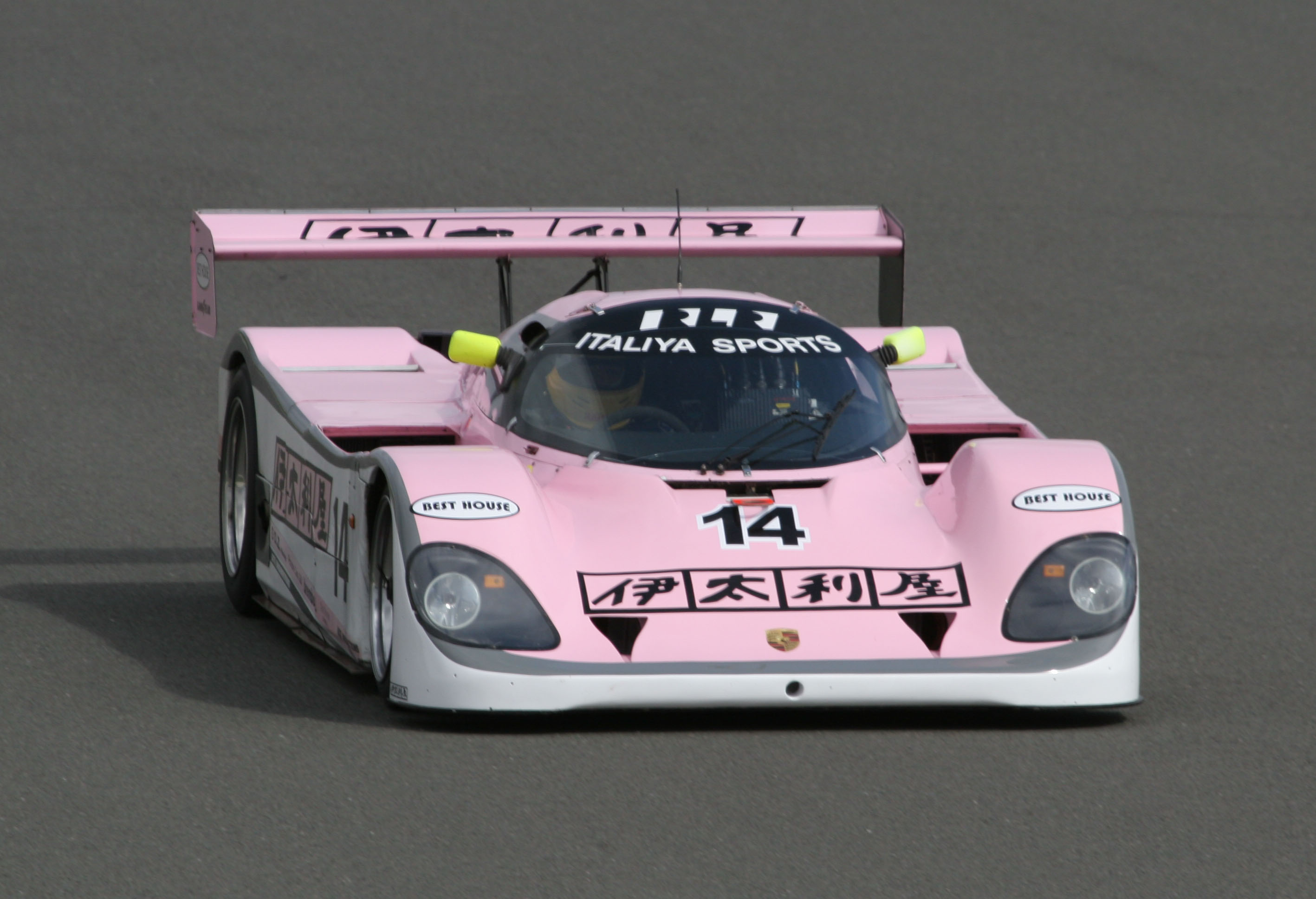
伊太利屋のコーポレートカラーのポルシェ962

1982年8月1日、台風10号が接近する中、吉村は内心レースが中止になることを望んでいた。空冷4バルブエンジンの完成度が低いことに加えて、今大会にエントリーしていたウェス・クーリー、デビッド・アルダナが活躍していたアメリカでは雨天の場合レースは中止されるため、両者ともウェットコンディションでのレース経験が無かったからである。そして、何よりが台風が直撃する中でのレースは危険だと感じていた。
レースは6時間に短縮されることが発表され、強行開催された。この年のヨシムラはガレーヂ伊太利屋がスポンサーになったことにより、ピンクと白のコーポレートカラーをまとったテスタロッサ1000Rで参戦した。GSX1000Sエンジンは吉村の手によって最大出力150psまで高められていたが、タイヤの性能が低く、大雨で川のようになったサーキットの路面ではその出力も十分に路面に伝えることはできなかった。スタートライダーを務めたアルダナは4周にわたってトップを走行するも、たびたびスリップしていることから吉村はペースダウンを指示した。ウェットコンディション経験の無い米国人ライダー達は次々に脱落していき、7周目には上位10チームの内7チームは雨天での鈴鹿の走行経験を持つ日本人ライダーが占めていた。メカニックが手作業でグルービングを彫った即席レインタイヤを装着するも路面の水膜は排水性能を上回り、3時間を経過した70周目にアルダナは最終コーナーで転倒を喫し、ホームストレートを400メートルあまり為す術無く滑っていった。ピットロードに立つ吉村の前に転がってきたアルダナに吉村は駆け寄り、怪我の無いことを確認すると再びコースへ送り出した。結局この年の優勝はホンダ朝霞研究所内チームの「ブルーヘルメット」に所属する飯島茂男・萩原紳治組という雨天の鈴鹿をよく知るチームが獲得し、ヨシムラは6位に終わった。

## 1983年

### 第6回鈴鹿8時間耐久ロードレース
1983年に鈴鹿サーキットは最終コーナー手前にシケインが設置され、全長も6004.15メートルから6033.35メートルへと延長された。新しくなったサーキットで行われる8耐へヨシムラは森脇の製作したアルミフレームに吉村の手掛けたGSX1000のエンジンを搭載したマシンで出場し、翌年以降レギュレーション変更によって出場できなくなる1000ccマシンの最後を飾った。
クロスビーはポールポジションを獲得するものの、エンジンはやはり耐久性を欠き、度々オーバーヒートによるピットインを余儀なくされた。ペアで出場していたロブ・フィリスは予選時の転倒の影響で決勝レース中タイムが伸びず、それを奪い返そうとクロスビーがペースを上げるとエンジンが負担に耐え切れずピットインが必要になるという展開であった。
結局ヨシムラは13位に終わり、この8耐で優勝したのはスズキ・フランスから世界耐久選手権の1ラウンドとして参加していたエルブ・モアノー、リカルド・ユービン組で、同組は1983年の世界耐久選手権の優勝も獲得した。搭乗したGS1000Rに搭載されたエンジンはヨシムラがチューニングを施したものであり、ヨシムラはエンジン供給という形でスズキ・フランスの世界耐久選手権初制覇に貢献した。

## 1984年
1983年、ハーレーダビッドソンが経営危機に対する救済申し立てを提出し、これを発端にアメリカ政府が輸入オートバイに対する関税を従来の4.4パーセントから49.4パーセントまで引き上げたため、アメリカでの輸入オートバイ業界には停滞感が漂っていた。しかし、日本はオートバイブームの時代を迎えており、400ccのオートバイを筆頭に売り上げは急成長していた。レース活動に対する関心も高まりをみせ、1984年にはMFJ全日本選手権にTT-F1クラスとTT-F3クラスを新設することが決定された。
このような環境の変化をうけ、吉村は経営の中心を日本に戻すことを決定し、秋川時代から吉村を支えてきた渡辺末広にYOSHIMURA R&Dの運営を任せた。そして、不二雄を日本へ戻し、ヨシムラ・パーツ・オブ・ジャパンをヨシムラ・ジャパンと改めるとともに経営の中心を日本に戻した。
吉村は全日本ロードレース選手権に新設されたTT-F1クラス、TT-F3クラスへの参戦を決定し、TT-F1クラスへはGSX750Eで参加し、TT-F3クラスへはGSX-R400をベースにしたコンプリートマシンを販売し、同時にこの車両で参加した。ライダーは三浦昇と池田直であった。両者とも速いが転倒も多く、ポールポジションを獲得するも直後に転倒し、決勝に出場できないということもあった。1984年、新設されたTT-F1初代王者はモリワキの八代俊二が獲得し、TT-F3初代王者はヤマハの江崎正。三浦昇はTT-F1クラスで7位、TT-F3クラスで3位。池田直はTT-F1クラスでは完走無し、TT-F3クラスでは3位であった。
そして、この年を最後に吉村は健康状態の悪化をうけ、監督を不二雄に譲ることを決断した。

### 第7回鈴鹿8時間耐久ロードレース
排気量上限が750ccになって初の8耐にヨシムラはGSX750Eで参戦したが、グレーム・クロスビー、ウォーレン・ウイリングス組、三浦昇、池田直組そろって中盤にはリタイアした。前年同様オーバーヒートに悩まされ、予選では好タイムを出すものの、完走は叶わなかった。

## 一線を退いてから
1985年に肺を患い、摘出手術のために北里大学病院に入院することになったが、入院中にもデュプレクスサイクロンの基礎理論を考えるなど、一線を退いてからもオートバイの研究は引き続き行った。
その後もサーキットを度々訪れては後進の指導にあたるなど精力的に活動した。また、引退したクロスビーに会うために訪れたニュージーランドでは、自らセスナの操縦をおこなった。
1995年3月29日、午前8時11分に入院先の北里大学病院で呼吸不全のため永眠。告別式は4月2日に執り行われた。

## 人物像
エンジンの性能を極限まで引き出しす事に日夜没頭し、一切の妥協を許さない情熱を奉げた反面、フレームなどにはあまり関心を見せず、外見などには無頓着であった。同様に趣味と呼べるようなものも特に無く、ふとしたアイデアが浮かんでは昼夜を問わず作業を始めるような、日夜エンジンチューニングのことを考えているような生活であった。オートバイを戦闘機に例え、レースを戦争のようなものと度々表現し、生きるか死ぬかの状況で全力を尽くす姿勢でオートバイに向かった。全力で挑戦し、その結果として実績が伴わなかったとしても勝つための努力を評価し、些細なつまらないミスに対しては厳しく叱った。
一度やると決めたことはてこでも動かず、最後まで貫き通そうとするが、全身全霊で向かうため、優勝かリタイアか、というような極端な成績になることが多かった。挑戦し、諦めないという不撓不屈の精神は予科練で培われ、その精神で航空機関士の勉強を耐え、そこで得た技術がチューナーの原点であると述懐している。
チューニングは手作業で行い、不二雄が導入を決定したコンピュータに対しても批判的な立場であった。作業に用いる道具はグラインダー、オイルストーン、ブロック、ダイヤルゲージ、平盤、ボール盤、やすり。これらを使ってカムシャフトやバルブの加工を行っていた。
レース哲学に関して以下のように語っている。
秋川時代には多くの四輪のチューニングを手掛けたにもかかわらず、吉村自身は普通自動車免許を取得していない。また、YOSHIMURA R&D設立当初、直江を日本に残した状態のアメリカでの生活は、家事がほとんどできないため家は酷い有様で、帯同した従業員が心配して日本へ国際電話をよこすほどであった。食事は日本食以外を好まず、1981年6月にクロスビーがマン島シニアTTに参戦するということで応援のために訪れたマン島では食事が合わず「イギリスは食事が不味いから二度と行きたくない」と、以降のマン島への誘いを辞退している。
予科練時代から犬が好きであり、時おり交わす手紙には当時飼っていた犬の話題が上ることが多かった。その後、九州で活動していた際にはアメリカ人からパーピィという名前のメスのスピッツを譲り受け、その息子であるリックと二代にわたってかわいがった。東京に移転してからもジョニーという名前のスピッツを再び譲り受け、アメリカへ渡る際にも同行させ、シャンプーやブラッシングなども率先して行った。
作業中や入院中であってもタバコを手放せない愛煙家であった。
左利きであり、文字を書くことと箸を持つことは右に矯正されたが、グラインダーなどで切削作業にあたる場合には左手で作業を行った。

### ホンダとの関係
吉村が本田宗一郎のことを意識しだしたのは1957年に発売されたホンダ・C70を手掛けるようになった頃で、1961年に発売されたCB72などを本格的にチューニングし始めた頃にはホンダがマン島TTに初出場ながら6位入賞を果たしたという話を聞き「すごい先輩がいるものだ」と技術の探求とレースへの挑戦に対して尊敬の念を抱くようになったという。初めて接点らしい接点がもたれたのは1964年10月23日に行われたジュニア・ロードレースで、自陣営のマシンより速いヨシムラのマシンに本田が興味を持ったときと考えられている。ヨシムラコンペティションモータースを退職して独立した松浦賢に対して自作のカムシャフトを贈り「お前が勝つのもうちが勝つのも一緒じゃないか」と吉村は言ったが、敵チームのマシンを分析させてくれないか頼むよう指示した本田に対して、吉村はそれを了承し自らのマシンを差し出した事は、同じ業界で切磋琢磨しあうものに対する敬意や連帯感を持っていたからではないかと本田の長男の博俊は語っている。そして本田もまた、差し出されたマシンを見て、吉村のオートバイにかける熱意を感じ取ったのではないかと考えられている。一時期関係の悪化した時期を経ても吉村は本田を尊敬していると明言しており、そのような思いに応えるように、2度めの手術を受けて入院していた時には、吉村の好んだびわの実を題材に据えた本田直筆の絵を贈って見舞うといった交流が行われていた。
本田技研工業の副社長やHRC初代社長を務めた入交昭一郎も同様に、職人芸でもって大資本のワークス・チームに対抗しうるだけの性能を発揮するマシンを開発し続けた吉村を評価している。そして、同じレース業界を盛り上げていく仲間として、吉村に対する敬意があればこそ、全力でこれに臨み、勝利を奪いにいかねばならず、そうでなくては申し訳ない、という気持ちで相手をしてきたと語っている。

### 夫として、父として
吉村が妻となる原田直江と初めて出会ったのは戦時中の1944年、当時シンガポールに赴任していた吉村が機体のオーバーホールのために雁ノ巣に立ち寄った時のことだった。大日本航空福岡支所で事務員として働いていた原田直江に一目ぼれした吉村は姉、房江の夫である義理の兄に仲を取り持ってもらうなど手を尽くし、1944年6月に結婚する運びとなった。当時、赴任先のシンガポールでは配偶者の帯同が禁止されていたため、直江は台北で1人暮らしをし、吉村は週に一度そこへ通うという新婚生活を送った。入所前には自分がいない間に家族が困らないように、と仕事に精を出した反面、出所後にはのめり込んでいた花札を直江に咎められようものならばすぐさま手をあげた。子供たちが生まれてからは子供3人に愛犬のスピッツを乗せて海までツーリングへ出かけるなど、子煩悩な面を見せる反面、食事に問題があると怒鳴ってお膳をひっくり返し、妻にあたるなどひきつづき粗暴な面は見られた。しかし、子供達には手を上げるような事はせず、オートバイのチューニングに打ち込むようになってからは家事や作業での負担をかけることはあったが、妻に全幅の信頼を寄せ仕事に打ち込む夫とそれを支える妻という二人の姿は感動的なほど絆の強い夫婦として周囲には映ったようである。アメリカ滞在中は自家用車が無いために自転車や徒歩で買い物を行い、従業員も含めた大人数の食事の世話をしながらバルブ擦り合わせや曲げ加工を行うエキゾーストパイプに砂を詰めるなど、作業でも吉村を支えた直江に対して、吉村は「今度生まれても、お前と結婚したい」と感謝の思いを語っている。

## レース戦歴

### アメリカ
渡米後の1973年から1978年までの戦歴。
| 年度 | レース                    | レース                             | サーキット         | 順位 | ライダー                   | 順位 | ライダー                   | 順位 | ライダー   |
| 1973 | AMAプロダクションレース   | ヘビーウェイトプロダクションレース | ラグナ・セカ       | 1位  | Yvon Duhamel               | 2位  | スティーブ・マクラーフィン |      |            |
| 1974 | AMA/AFM/CMC               | AMAオープンプロダクショ            | ラグナ・セカ       | 1位  | Yvon Duhamel               |      |                            |      |            |
| 1974 | AMA/AFM/CMC               | AFMスーパーストリートバイク        | リバーサイド       | 1位  | デール・アレキサンダー     | 2位  | Mike Parriott              |      |            |
| 1974 | AMA/AFM/CMC               | AFMオープンプロダクション          | リバーサイド       | 1位  | Mike Parriott              |      |                            |      |            |
| 1974 | AMA/AFM/CMC               | CMCオープンプロダクション          | Irvine             | 1位  | Mike Parriott              |      |                            |      |            |
| 1974 | AMA/AFM/CMC               | AFMスーパーストリート・カフェ      | オンタリオ         | 1位  | Mike Parriott              |      |                            |      |            |
| 1975 | AFMロードレース           | オープンプロダクション             | オンタリオ         | 1位  | Mike Parriott              |      |                            |      |            |
| 1975 | AFMロードレース           | カフェ                             | オンタリオ         | 2位  | Mike Parriott              |      |                            |      |            |
| 1976 | AMAナショナルロードレース | AMAナショナルロードレース          | デイトナ           | 4位  | ウェス・クーリー           |      |                            |      |            |
| 1976 | AMAナショナルロードレース | AMAナショナルロードレース          | ラグナ・セカ       | 2位  | Keath Code                 | 3位  | Mike Parriott              |      |            |
| 1976 | AMAナショナルロードレース | AMAナショナルロードレース          | リバーサイド       | 5位  | ウェス・クーリー           | 6位  | Mike Parriott              | 9位  | Keath Code |
| 1977 | AMAスーパーバイク         | AMAスーパーバイク                  | デイトナ           | 3位  | ウェス・クーリー           |      |                            |      |            |
| 1977 | AMAスーパーバイク         | AMAスーパーバイク                  | シャーロット       | 3位  | ウェス・クーリー           |      |                            |      |            |
| 1977 | AMAスーパーバイク         | AMAスーパーバイク                  | シアーズ・ポイント | 14位 | スティーブ・マクラーフィン |      |                            |      |            |
| 1977 | AMAスーパーバイク         | AMAスーパーバイク                  | ラグナ・セカ       | 1位  | スティーブ・マクラーフィン | 14位 | ウェス・クーリー           |      |            |
| 1977 | AMAスーパーバイク         | AMAスーパーバイク                  | リバーサイド       | 1位  | ウェス・クーリー           | 17位 | スティーブ・マクラーフィン |      |            |
| 1978 | AMAスーパーバイク         | AMAスーパーバイク                  | デイトナ           | 1位  | スティーブ・マクラーフィン | Ret  | ウェス・クーリー           |      |            |
| 1978 | AMAスーパーバイク         | AMAスーパーバイク                  | Loudon             | 1位  | John Bettencourt           |      |                            |      |            |
| 1978 | AMAスーパーバイク         | AMAスーパーバイク                  | シアーズ・ポイント | 6位  | Kerry Bryant               |      |                            |      |            |
| 1978 | AMAスーパーバイク         | AMAスーパーバイク                  | ポコノ             | 1位  | ウェス・クーリー           |      |                            |      |            |
| 1978 | AMAスーパーバイク         | AMAスーパーバイク                  | Loudon             | 3位  | John Bettencourt           |      |                            |      |            |
| 1978 | AMAスーパーバイク         | AMAスーパーバイク                  | ラグナ・セカ       | 1位  | ウェス・クーリー           |      |                            |      |            |

### 鈴鹿8時間耐久ロードレース

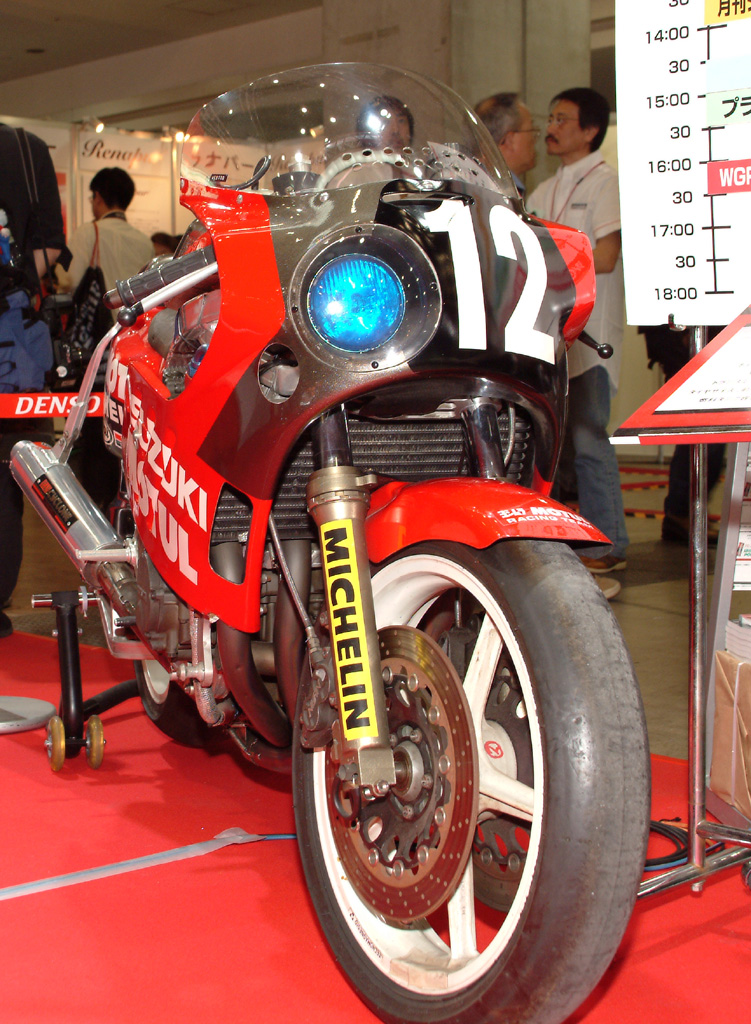
GSX-R750 1986年8耐仕様

吉村秀雄が指揮を執った1978年、第1回大会から1984年、第7回大会までの戦績。
| 年度 | 順位 | ゼッケン | ライダー                 | ライダー               | マシン            | 周回数 | ゴール時間 | 予選順位 | 予選タイム |
| ---- | ---- | -------- | ------------------------ | ---------------------- | ----------------- | ------ | ---------- | -------- | ---------- |
| 1978 | 1    | 2        | ウェス・クーリー         | マイク・ボールドウィン | スズキ・GS        | 194    | 8h02:51.53 | 2        | 2:21.20    |
| 1979 | 40   | 1        | ウェス・クーリー         | ロン・ピアース         | スズキ・GS1000    | 131    | Ret        | 6        | 2:21.47    |
| 1980 | 1    | 12       | ウェス・クーリー         | グレーム・クロスビー   | スズキ・GS1000    | 200    | 8h01:03.54 | 1        | 2:17.62    |
| 1980 | 40   | 20       | リチャード・シュラクター | マイク・コール         | スズキ・GS1000    | 94     | Ret        | 5        | 2:19.46    |
| 1981 | 41   | 8        | グレーム・クロスビー     | ウェス・クーリー       | スズキ・GS1000R   | 58     | Ret        | 2        | 2:15.75    |
| 1982 | 6    | 12       | ウェス・クーリー         | デビッド・アルダナ     | テスタロッサ1000R | 116    | 6h03:33.32 | 4        | 2:18.41    |
| 1983 | 13   | 12       | グレーム・クロスビー     | ロブ・フィリス         | スズキ・GSX1000   | 177    | 8h03:56.09 | 1        | 2:23.11    |
| 1984 | 45   | 58       | 池田直                   | 三浦昇                 | スズキ・GSX750ES  | 99     | Ret        | 7        | 2:25.78    |
| 1984 | 46   | 12       | グレーム・クロスビー     | レン・ウィリングス     | スズキ・GSX750ES  | 87     | Ret        | 3        | 2:22.49    |